# Goczałki
Goczałki (niem. Gottschalk, Gottschalksdorf) – wieś w Polsce położona w województwie kujawsko-pomorskim, w powiecie grudziądzkim, w gminie Łasin.
W Goczałkach urodził się Jan Kopyto.

## Podział administracyjny
W latach 1975–1998 miejscowość administracyjnie należała do województwa toruńskiego.

## Demografia
Według Narodowego Spisu Powszechnego (III 2011 r.) wieś liczyła 127 mieszkańców. Jest osiemnastą co do wielkości miejscowością gminy Łasin.

## Drogi wojewódzkie
Przez wieś przechodzi droga wojewódzka nr 538.

## Historia

### Wiek XVI
Wioska wzięła swą nazwę od imienia pierwszego sołtysa Gotschalka. W XVI w. Goczałki oraz pobliskie Lisnowo i Tymawa stanowiły na terenie województwa chełmińskiego enklawę Prus Książęcych. W 1585 r. król Stefan Batory wykupuje od Hohenzollernów dobra lisnowskie.

### Wiek XX
W marcu 1939 roku, po zranieniu z broni palnej Polaka Ludwika Januszewskiego z Goczałek przez Niemców, straż graniczna z Łasina przy pomocy młodych Polaków z Goczałek przeprowadziła rewizję, znajdując na strychu jednego z Niemców 180 sztuk broni palnej.

## Związki wyznaniowe
- Parafia św. Barbary w Świętem
- Świecki Ruch Misyjny „Epifania” – zbór w Goczałkach